# Radkovice u Hrotovic
Radkovice u Hrotovic é uma comuna checa localizada na região de Vysočina, distrito de Třebíč.